# 300 до н. е.

## Події
- Написані «Начала» давногрецьким математиком Евклідом.